# Distretto di Phu Pha Man
Il distretto di Phu Pha Man (in thailandese: ภูผาม่าน) è un distretto (amphoe) della Thailandia, situato nella provincia di Khon Kaen.